# Singer Building
Singer Building nebo Singer Tower byl mrakodrap v New Yorku, postavený v roce 1908 v architektonickém stylu Beaux-arts. Byl vysoký 187 m, takže v té době byl nejvyšší stavbou města a krátce i nejvyšší budovou světa. Sloužil jako centrála společnosti Singer Manufacturing Company, která vyráběla šicí stroje a měla velký podíl na světovém trhu s těmito produkty.

## Důvod demolice

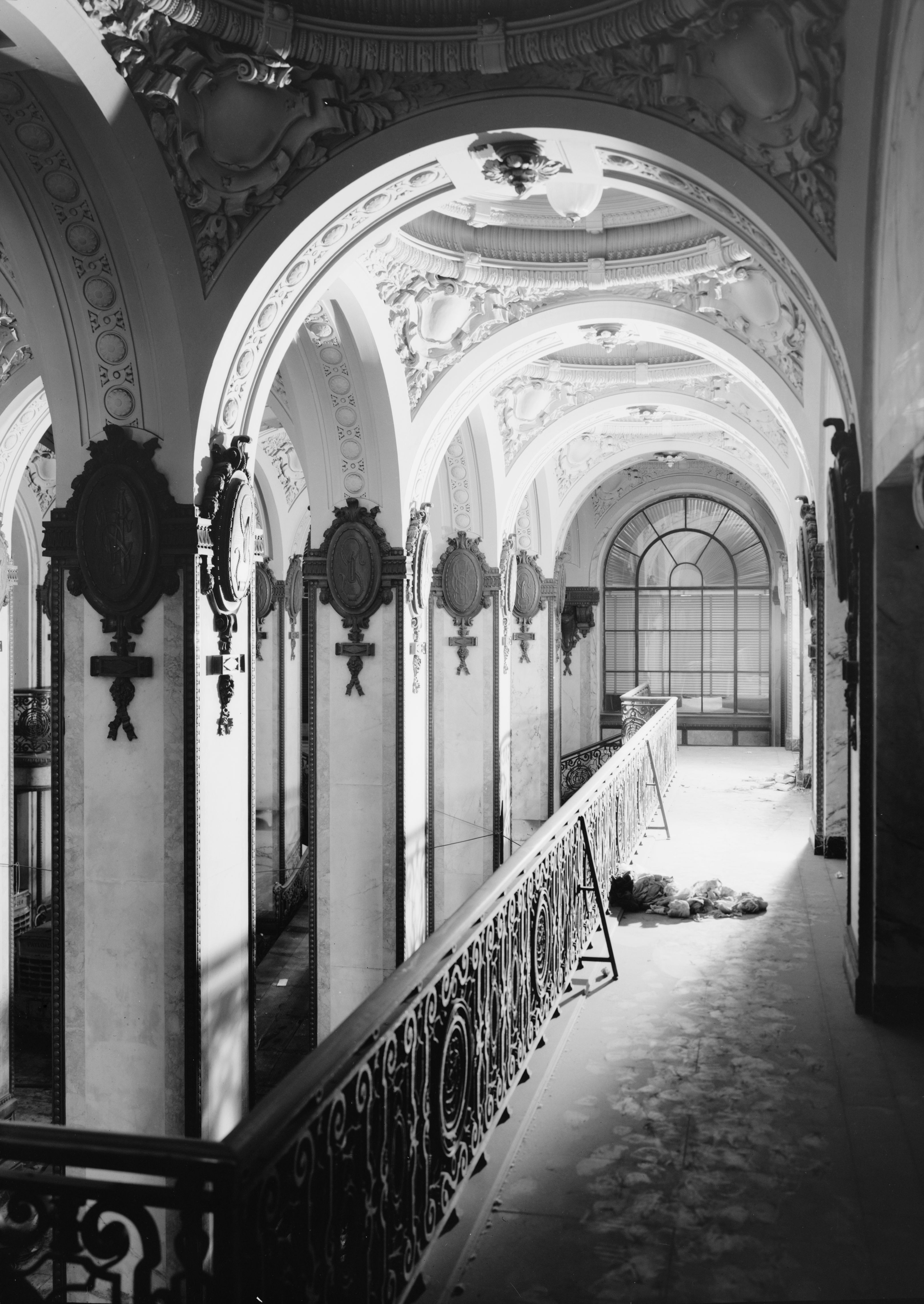
Vnitřní prostory v září 1967, během demolice mrakodrapu

Mrakodrap se nacházel na rohu Broadwaye a Liberty Street. V 60. letech 20. století se však provoz budovy stal neekonomickým, protože kancelářské prostory neměly ve srovnání s modernějšími mrakodrapy dostatečnou výměru. Budova přitom vynikala cennými interiéry. Přestože byla budova Singer Building jednou z nejmarkantnějších a vzhledově nejzajímavějších v New Yorku, nepodléhala ochraně jako architektonická památka. Plány na demolici této architektonicky cenné budovy byly veřejností přijaty kriticky. Památková komise (Landmarks Preservation Commission) ale sdělila v srpnu 1967, že město New York by v případě památkové ochrany muselo najít kupce pro tuto budovu nebo ji samo koupit. Krátce poté začala demolice mrakodrapu, která byla dokončena rok poté. Dodnes zůstává Singer Building nejvyšší budovou, která kdy byla kontrolovaně zdemolována.
 Na jejím místě byl v letech 1969-1974 postaven nový mrakodrap nazvaný podle ocelářského koncernu U.S. Steel Building (dnes One Liberty Plaza), vysoká 226 m.

## Galerie

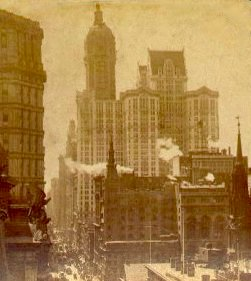
Singer Building a City Investing Building v roce 1909
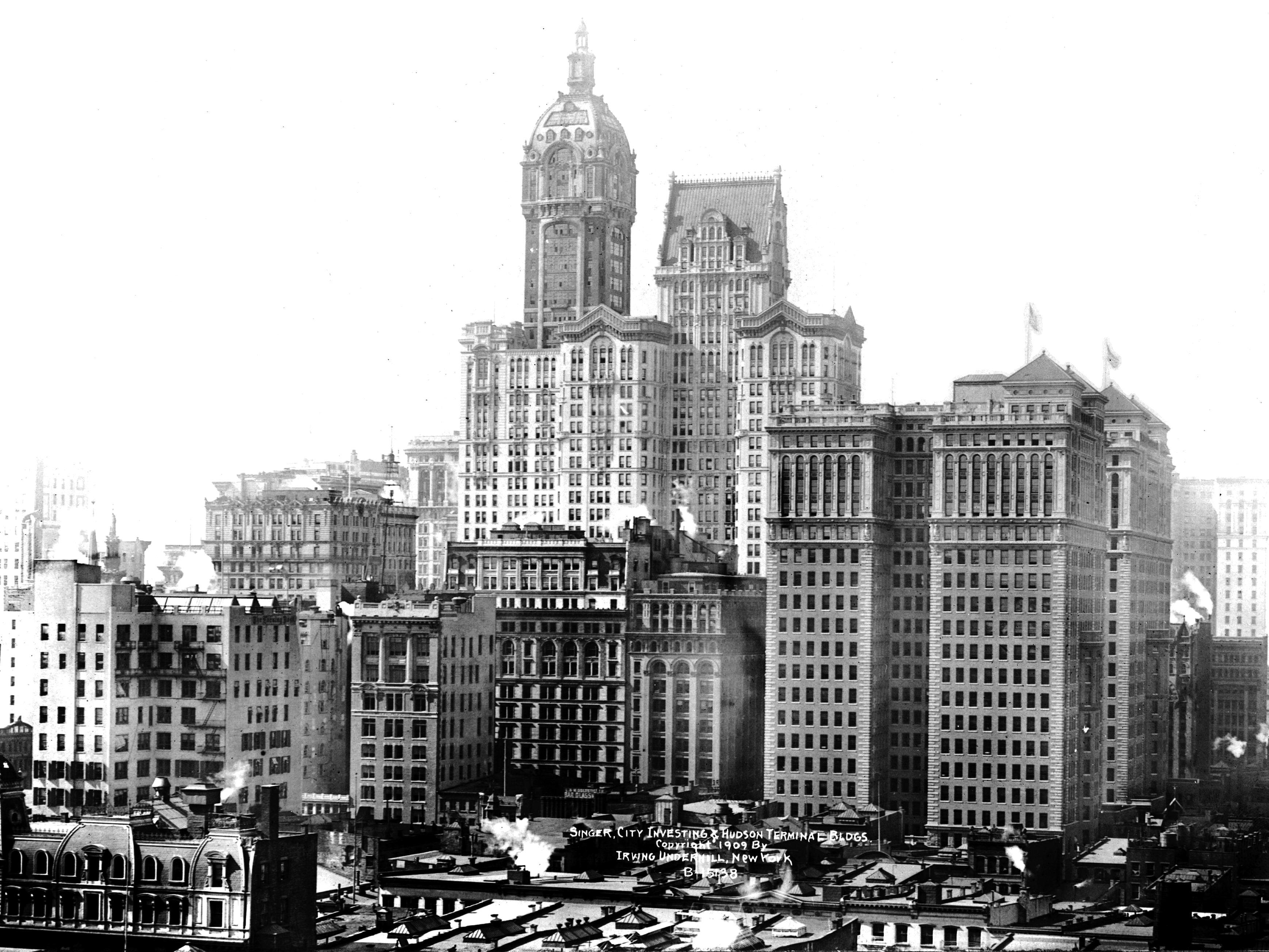
Singer Building, City Investing Building a Hudson Terminal
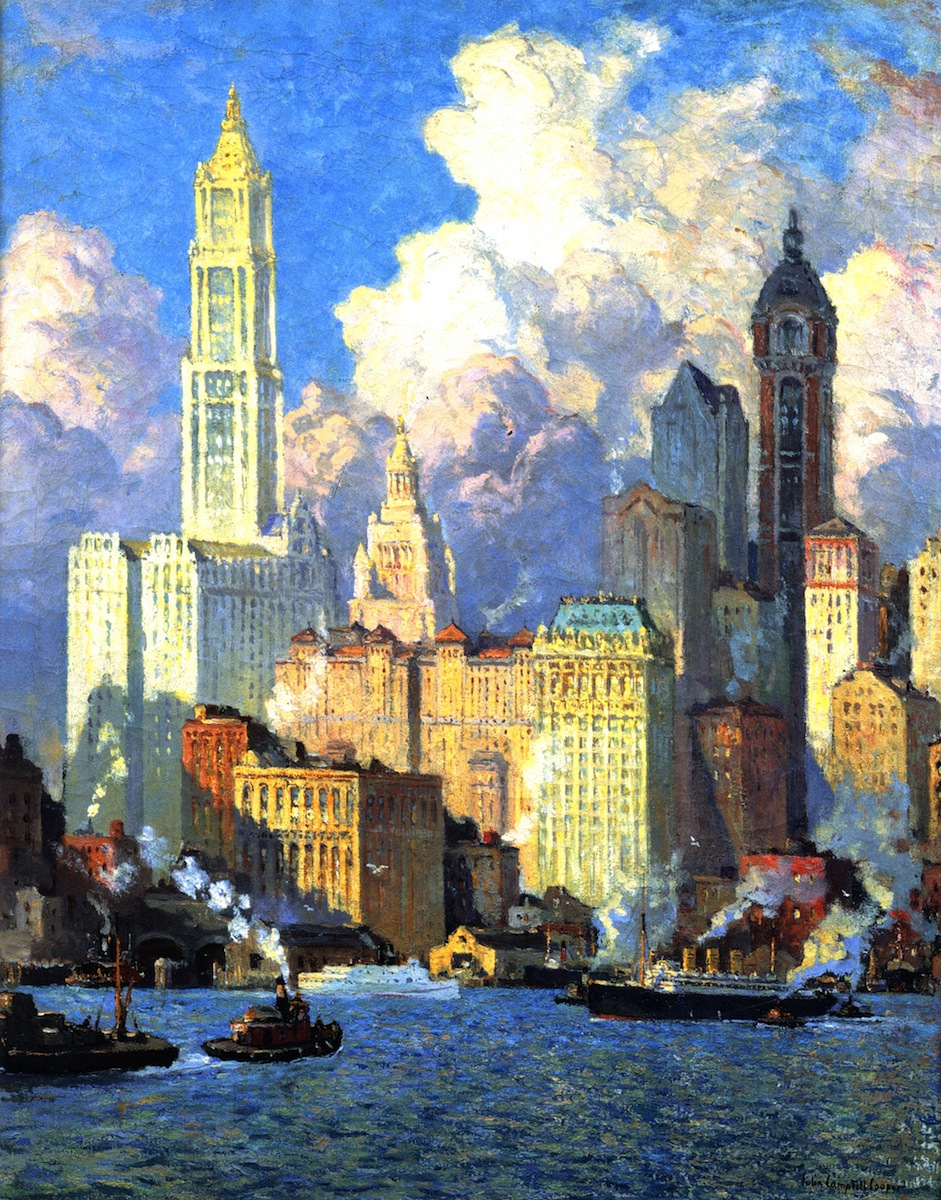
Kresba C.C. Coopera, v pozadí Singer Building a Woolworth Building
Pohlednice, kolem 1910